# Concord, Georgia
Concord är en ort i Pike County i delstaten Georgia, USA.